# Jacob Tornquist
Jacob Tornquist, född 1719 i Karlskrona, död där 14 januari 1761, var en svensk sjömilitär.
Jacob Tornquist var son till kommendörkaptenen och tygmästaren Olof Tornquist. Han inskrevs 13 år gammal vid Carl Gustaf von Schantz kompani och seglade som kadett på ett flertal transportresor. År 1738 blev han arklimästare ombord på lastfartyget Svärdfisken i tyska farvatten och 1739 innehade han samma uppdrag på skeppet Drottningholm i Wilhelm Gyllenskepps flotta, som skötte transporten av soldater till Finland. År 1740 fick han uppdraget att organisera tillverkningen av artilleripjäser till fregatten Fama och deltog under 1741 i dess kryssning på Östersjön under kommendörkapten Andreas Möller. Då fartyget låg förankrat på redden i Karlskrona uppstod brand i krutförrådet, men Jacob Tornquist lyckades tillsammans med en matros släcka elden, men fick brännskador i ansikte och på händerna. Jacob Tornquist blev 1742 ordinarie konstapel och följde samma år med ombord på Ulrika Eleonora, där han 1743 fick tjänstgöra som extra löjtnant och inventariekonstapel. Vid återkomsten fick Tornquist fullmakt som artillerilöjtnant vid Stockholmsstaten, där han under tygmästaren hade hand om artillerimaterielen fram till 1749, då han utnämndes till kommendörkapten vid Fyrverkeriet i Karlskrona. Denna syssla bibehöll han till dess han 1755 utnämndes till tygmästare, bortsett från en sjökommendering som kommendörkapten vid artilleriet på amiralsskeppet Göta Lejon 1751. Han seglade även tillfälligt med Göta Lejon 1754 då han under en häftig storm råkade ut för att vatten under natten störtade in i hans koj, och han ådrog sig en svår förkylning, som länge kom att påverka hans hälsa. År 1753 vistades han vid Stavsjö styckebruk där han studerade kanonkonstruktioner och gjutförfaranden, över vilket han skrev en omfattande rapport. År 1760 förtog han en resa till Åkers styckebruk för kontroll av kanoner. På vägen tillbaka blev han svårt sjuk i Norrköping och återkom i december till Karlskrona i dåligt skick. Han avled kort därefter. Jacob Tornquist gjorde betydande insatser för att förbättra det svenska artilleriet. År 1751 blev han särskilt hedrad för sina insatser för att förbättra krutets sammansättning och ha framtagit metoder för bättre förvaring. Han utvecklade även en modell av lavetter som kom att användas inom svenska flottan ända fram till mitten av 1800-talet.